# Szöveges felhasználói felület

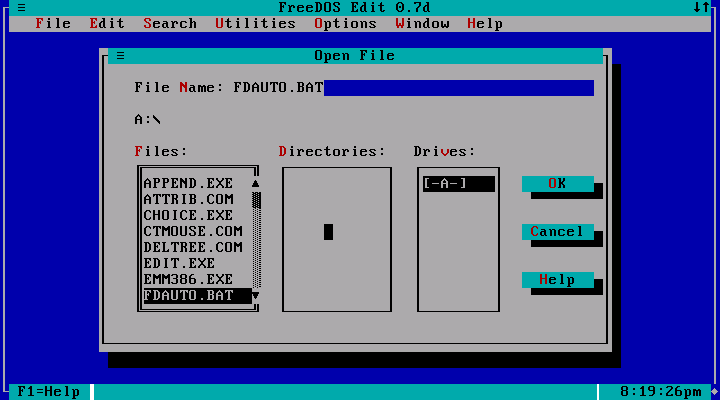
A Freedos szöveges felhasználói felülete

A szöveges felhasználói felület (angolul: Text User Interface, elterjedt rövidítése: TUI) olyan felhasználói felület, ahol a monitoron színes, vagy fekete-fehér rendszer esetén színárnyalatos, szöveges feliratú karaktercellák jelennek meg. Itt a fő beviteli eszköz a billentyűzet, de a kurzor pozicionálásához valamilyen speciális mutatóeszköz (például a TAB billentyű vagy egér) is használható. A kijelzés nagy részben karaktersoros formában történik. Ez a típus nem a képernyő pixel alapú grafikus, hanem a szöveges üzemmódját használja, azonban a kiterjesztett ANSI karakterkészlet kvázigrafikus jelek alkalmazását is lehetővé teszi.